# Zsh
Zsh або Z shell — одна з командних оболонок Unix. Поєднує риси bash, tcsh і деяких раніших версій. Zsh створено Полом Фолстадом (англ. Paul Falstad) 1990 року, зараз підтримується спільнотою. Розробку проєкту координує Пітер Стефенсон.
Серед важливих рис zsh, що роблять його зручним для користувачів, — гнучка система вибірки файлів, можливість редагування багаторядкових команд, потужні засоби автодоповнення вводу, у тому числі з підтримкою автодоповнення аргументів для різних популярних команд, виправлення помилок, розділення історії команд між паралельними сеансами, велика кількість додатків тощо.